# William Parry
William Parry (... – Londra, 1585) è stato un politico inglese.
Informatore di William Cecil, I barone Burghley, presto si convertì al cattolicesimo e partecipò a varie congiure per uccidere Elisabetta I d'Inghilterra, ma nel 1584 guadagnò un posto alla camera dei Comuni per averle svelato un complotto.
Denunciato a sua volta, confesso il piano per eliminare la regina e fu giustiziato, ma non prima di aver ritrattato la confessione.
| Controllo di autorità | VIAF (EN) 50656359 · LCCN (EN) n85112172 |